# 信濃國分寺站
信濃國分寺站（日语：／ Shinano-Kokubunji eki */?）是位於長野縣上田市國分，屬於信濃鐵道的信濃鐵道線車站。

## 歷史
在1991年起，當地居民請願下，開始計劃建設國分新站。當時計劃車站名稱為或「八日堂」
- 2002年（平成14年）3月29日 - 繼屋代高校前站啟用後，此站啟用[1]。
- 2004年（平成16年）3月13日 - 在時間表修正起，此站成為Home Liner和快速「信濃日出號·信濃日落號（日语：しなのサンライズ・しなのサンセット）」停車站（※Home Liner在2015年3月14日的時間表修正中廢止）。

## 車站構造
本站是設有2面2線相對式月台的地面車站。兩月台之間透過跨線橋連接。本站是簡易委託車站，並委托上田市負責車站業務。站內設有POS終端及升降機。

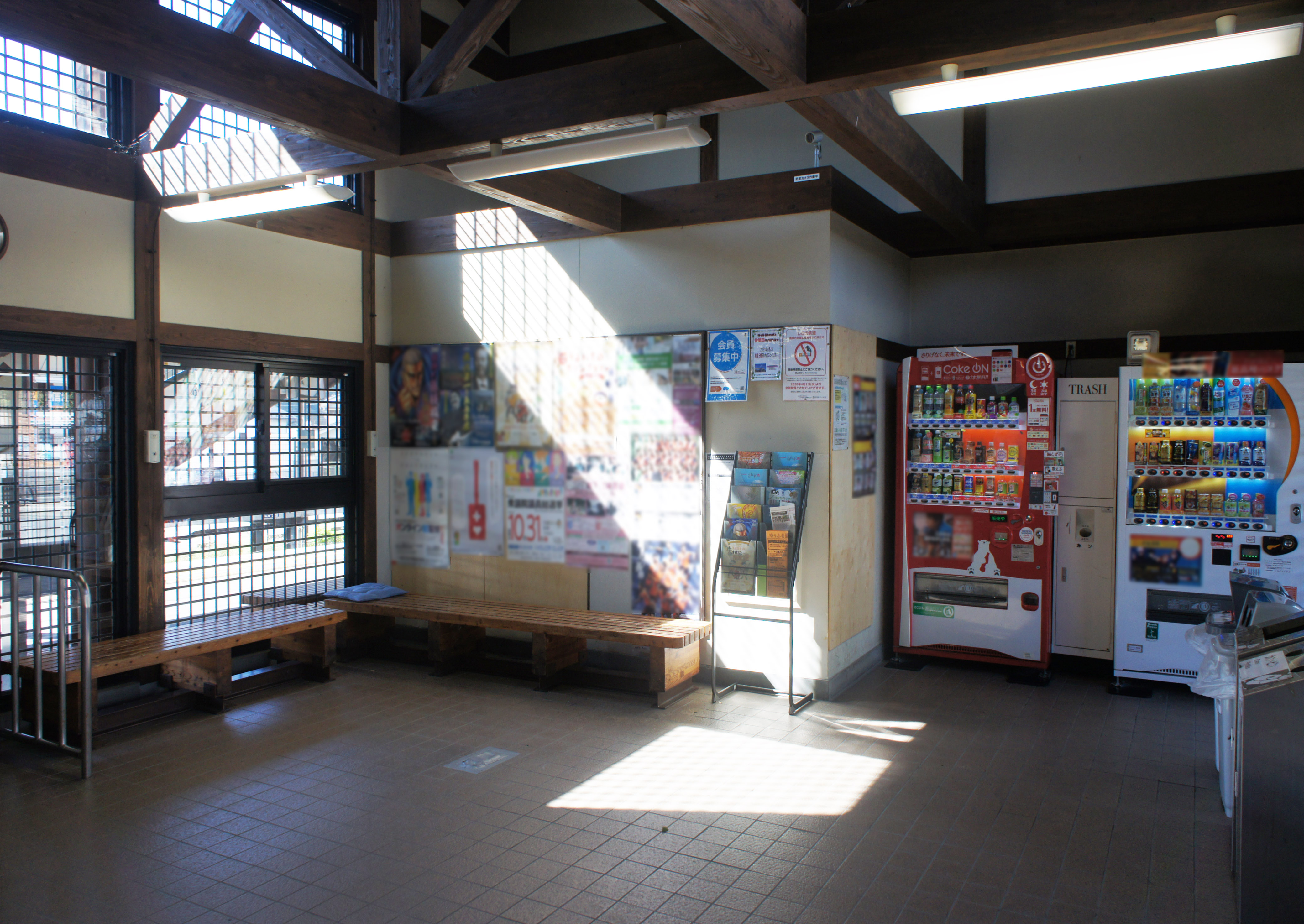
候車室（2021年10月）
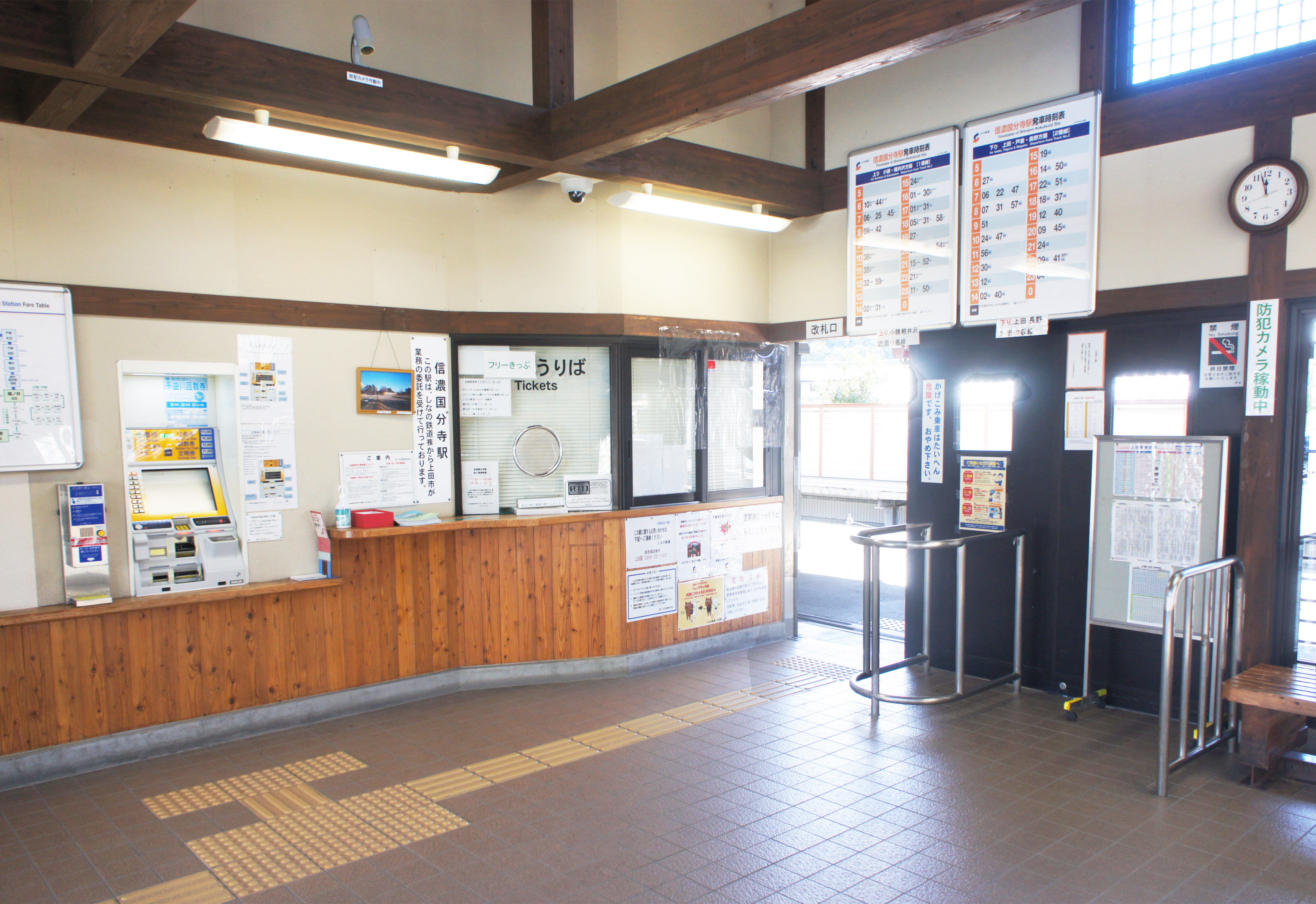
驗票口（2021年10月）
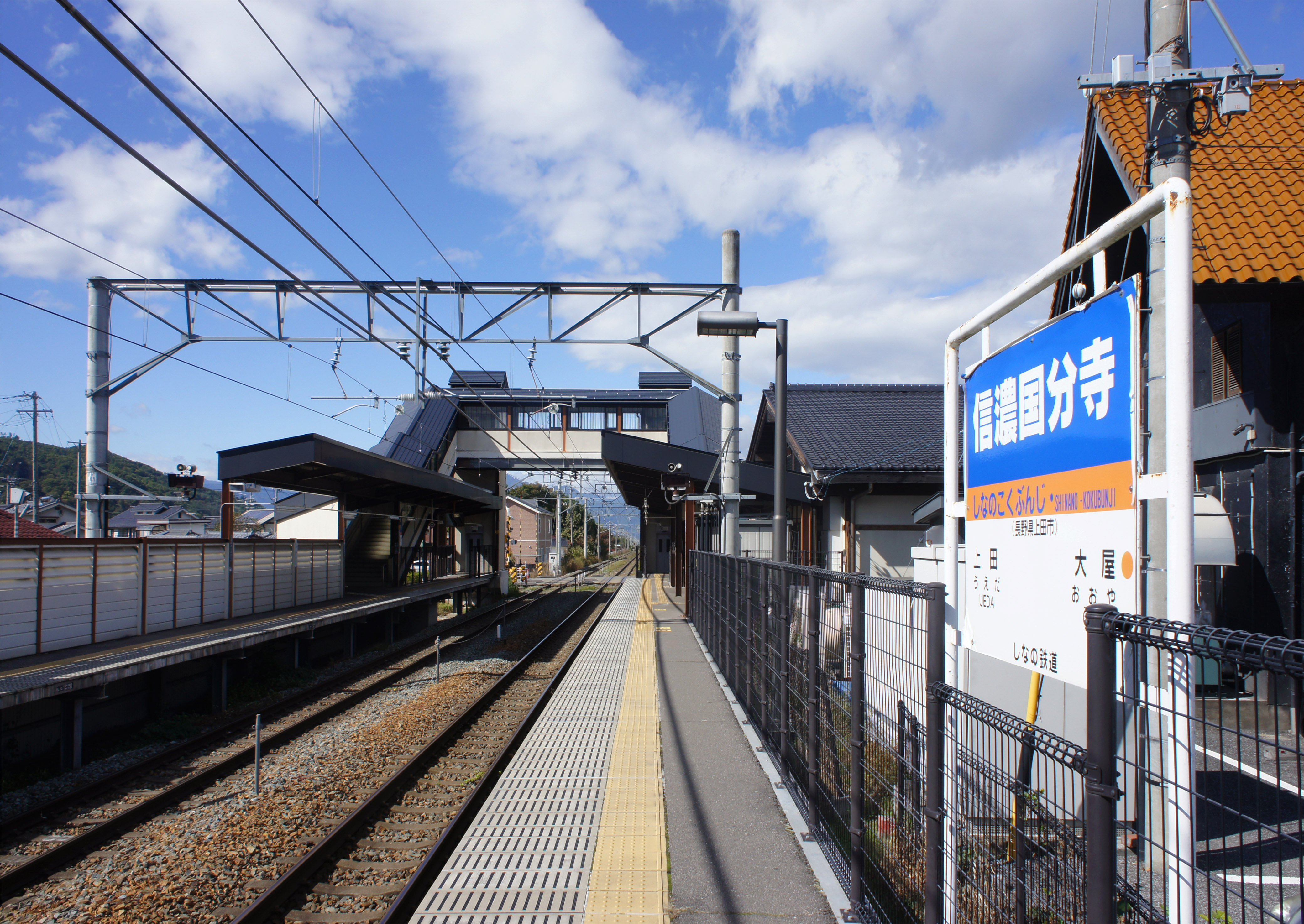
月台（2021年10月）

### 月台
| 月台 | 路線        | 上下行 | 方向             |
| ---- | ----------- | ------ | ---------------- |
| 1    | ■信濃鐵道線 | 上行   | 小諸、輕井澤方向 |
| 2    | ■信濃鐵道線 | 下行   | 長野方向         |

## 使用狀況
以下為近年乘車人次變化：
| 乘車人次變化 | 乘車人次變化     | 乘車人次變化 |
| 年度         | 1日平均 乘車人次 |              |
| ------------ | ---------------- | ------------ |
| 2001         | 567              |              |
| 2002         | 351              |              |
| 2003         | 451              |              |
| 2004         | 488              |              |
| 2005         | 499              |              |
| 2006         | 518              |              |
| 2007         | 522              |              |
| 2008         | 518              |              |
| 2009         | 537              |              |
| 2010         | 534              |              |
| 2011         | 548              |              |
| 2012         | 541              |              |
| 2013         | 567              |              |
| 2014         | 529              |              |
| 2015         | 552              |              |
| 2016         | 595              |              |
| 2017         | 622              |              |

## 車站周邊

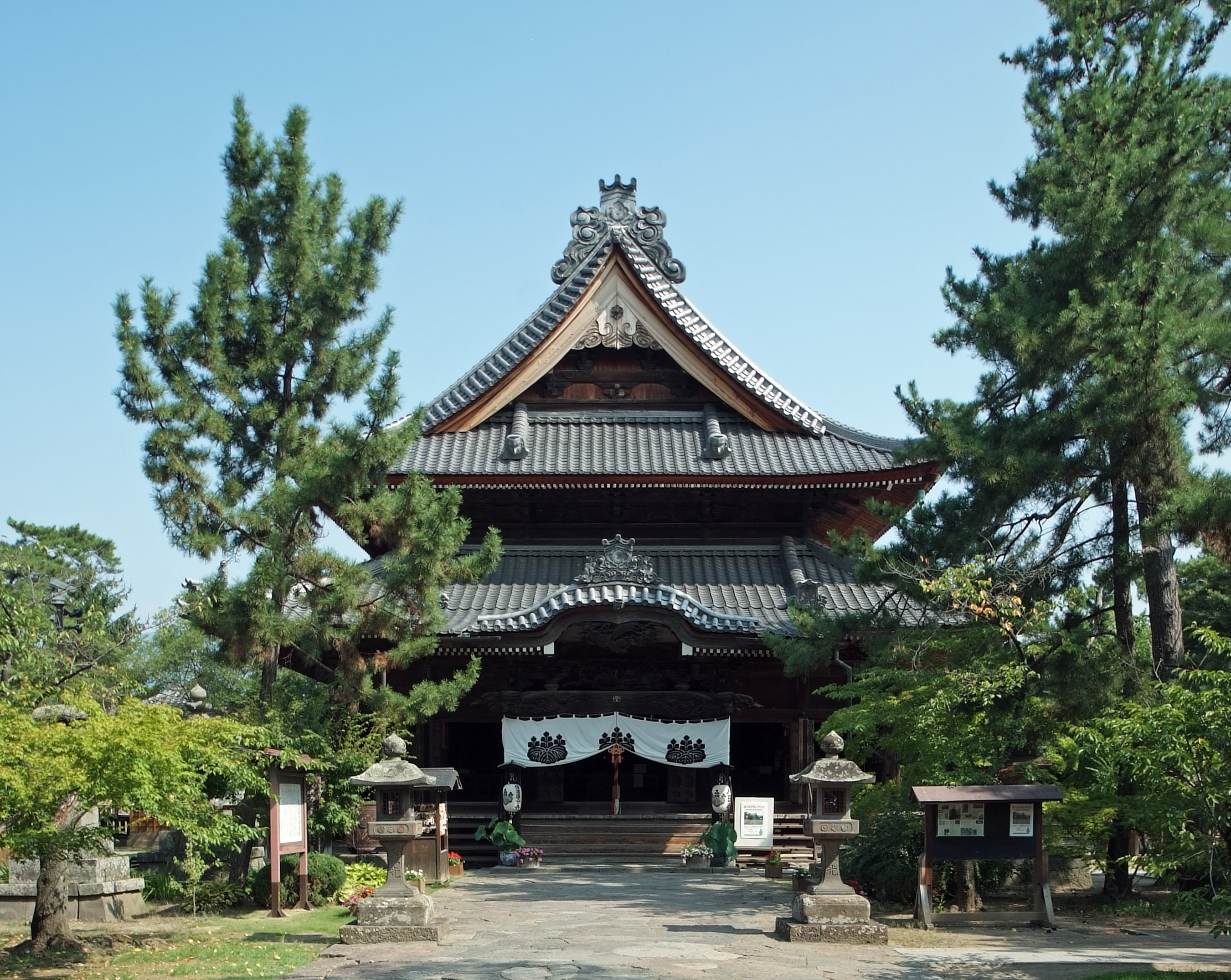
八日堂信濃國分寺
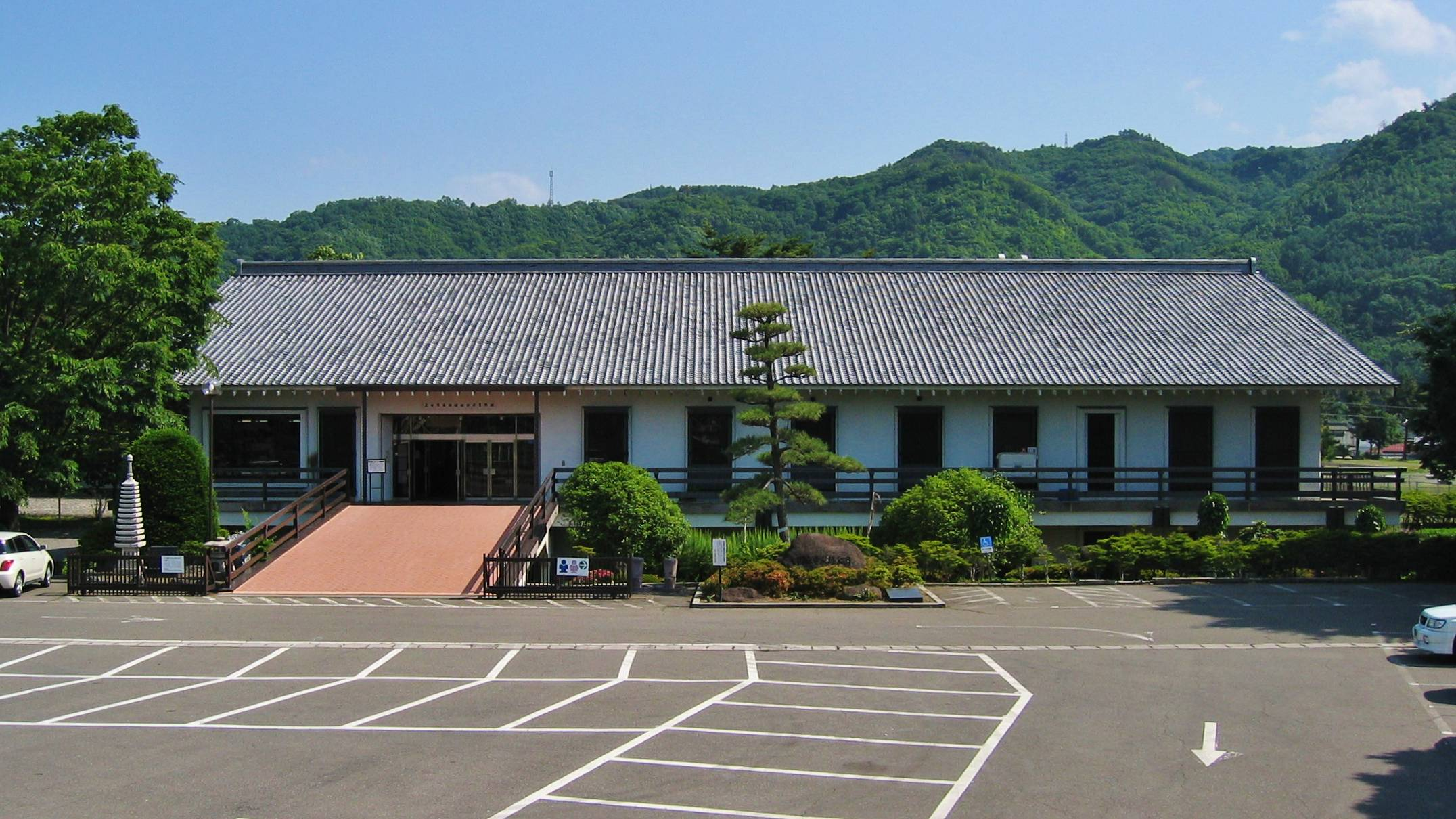
信濃國分寺資料館
  - 信濃國分寺史蹟公園
  - 上田市立信濃國分寺資料館
- 國道18號
- 上田市立神川小學（日语：上田市立神川小学校）
- 上田市立第一中學（日语：上田市立第一中学校）
- 神川兒童中心
- 國分保育園
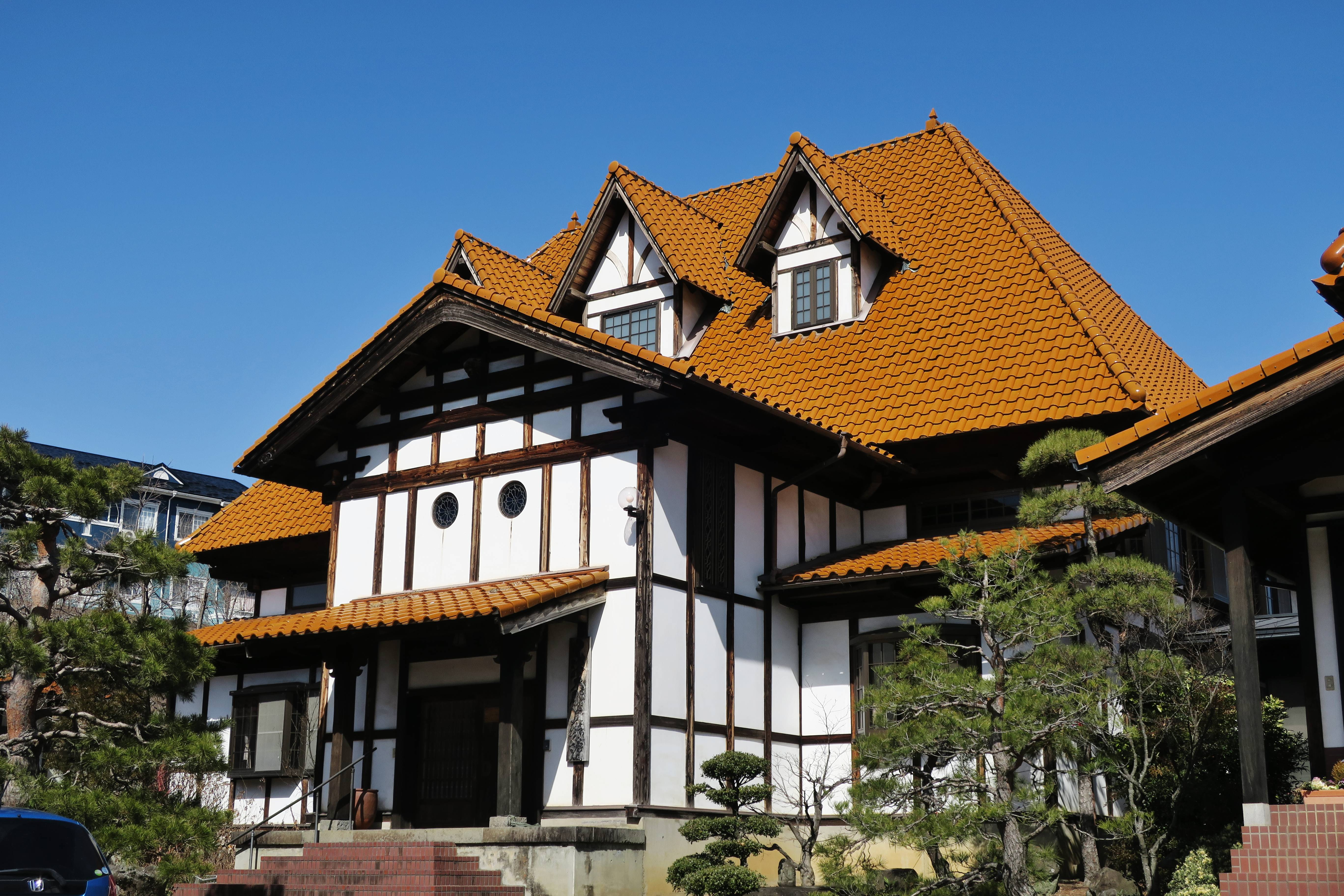
尾澤木彫美術館（日语：尾澤木彫美術館）

- 信濃國分寺
- 信濃國分寺資料館
- 尾澤木彫美術館

## 巴士路線
- 上田巴士
  - 久保林線 上田站 - AEON上田購物中心前 - 信濃國分寺站前 - 久保林入口 - 久保林公民館前

## 其他
- 曾經在現時信濃鐵道上行線處設有上田丸子電鐵丸子線（日语：上田丸子電鉄丸子線）路軌。而於此站附近位置設有「八日堂站（日语：八日堂駅）」（八日堂是信濃國分寺的別名）。
- 在2004年3月起，此站成為快速「信濃日出」停車站。而此站月台只可容納6卡車廂，平日使用169系（日语：国鉄165系電車）9卡行駛時，在月台後方的3卡車廂實施選擇性車門操作（在2011年6月改變車輛外解決了這個問題）。
- 在毎年1月7日、8日於信濃國分寺舉行八日堂緣日時，由於周邊停車場比較細，使周邊道路會發生混亂，此站也有許多參拜客使用。

## 相鄰車站
信濃鐵道
■信濃鐵道線
□快速
通過
■普通
大屋－信濃國分寺－上田

## 注腳
1. 1 2 3 4 5 6 7 8 9 10 11 12  信濃毎日新聞社出版部. . 信濃毎日新聞社. 2011-07-24: 247. ISBN 9784784071647 （日语）.
2. ↑  「上田市之統計」

## 外部連結
- 信濃國分寺站（信濃鐵道） （页面存档备份，存于）（日語）